# Samuel Back
Samuel Back (selten Samuel Bäck; geboren am 2. Januar 1841 in Galgócz/Freystadtl, Oberungarn; gestorben am 29. Mai 1899 in Prag) war ein deutschsprachiger Rabbiner in Böhmen.

## Leben
Die Eltern waren Leopold Back und Zipora, geborene Eisler. Samuel Back besuchte eine Talmudschule und anschließend Jeschiwot in Ungarisch-Brod und Preßburg. 1864 zog er nach Breslau, wo er zunächst das Jüdisch-Theologische Seminar in Breslau und seit 1865 auch die Universität besuchte. 1869 promovierte er in Jena zum Dr. phil.
Danach wurde Samuel Back der erste Rabbiner der neuen Gemeinde in Leitmeritz (Litoměřice). Seit 1872 war er Rabbiner in Smíchov bei Prag. Er gab auch jüdischen Religionsunterricht im deutschen Mädchenlyzeum in Prag.
Samuel Back war verheiratet und hatte mehrere Kinder. Er wurde auf dem Alten Jüdischen Friedhof Smíchov bestattet.

## Schriften (Auswahl)
Samuel Back veröffentlichte mehrere Bücher und Aufsätze zur jüdischen Religionsgeschichte und weiteren Themen in deutscher und hebräischer Sprache.
Deutsche Schriften
- Josef Albos Bedeutung in der Geschichte der jüdischen Religionsphilosophie, Breslau 1869
- Gedächtnisreden, Breslau 1872
- Das Synhedrion unter Napoleon I., Prag 1879

- An die Gemeinden und ihre Rabbiner, Prag 1883
- Entstehungsgeschichte der portugiesischen Gemeinde in Amsterdam und Rabbi Menasse ben Israel, 1883
- Elischa ben Abuja-Acher, Frankfurt am Main 1891
- Die Fabel in Talmud und Midrash (in MGWJ 25, 29, 30, 33)
- Die jüdischen Prediger, Sittenlehrer und Apologeten in dem Zeitraume vom 13. bis Ende des 18. Jahrhundert,   1894.
- R. Meir ben Baruch aus Rothenburg, 1895

Hebräische Schriften
- Machsum l'fi hanaar (Streitschrift gegen Hillel Lichtensteins Naar ibri), Pressburg 1864.
- Meïl katan (hebräische Elegien auf den Tod seiner Mutter), Breslau 1866.
- Zeror hachajim („Gedächtnisreden auf hervorragende Männer Israels“), Prag 1888.